# Trachylepis vato
Trachylepis vato là một loài thằn lằn trong họ Scincidae. Loài này được Nussbaum &. Raxworthy miêu tả khoa học đầu tiên năm 1994.